# Ленинградский завод опытного машиностроения № 185 имени С. М. Кирова
Ленинградский завод опытного машиностроения № 185 имени С. М. Кирова — танковый завод в СССР.

## История
В сентябре 1933 года опытно-конструкторский машиностроительный отдел (ОКМО) был выделен из состава завода № 174 и образован завод № 185 (до второй половины 1936 года — «Опытный завод Спецмаштреста»).
В мае 1940 завод № 185 на правах отдела Главного конструктора объединён с заводом № 174.
Распоряжением Правительства СССР № 890 от 21 марта 1958 года отдел Главного конструктора завода № 174 («наследник» завода № 185 и ОКМО завод «Большевик») преобразован в самостоятельное специализированное Конструкторское бюро транспортного машиностроения (КБТМ) ОКБ-174, в настоящее время ФГУП КБТМ.

## Бронетехника и вооружение, сконструированные и выпускавшиеся на заводе

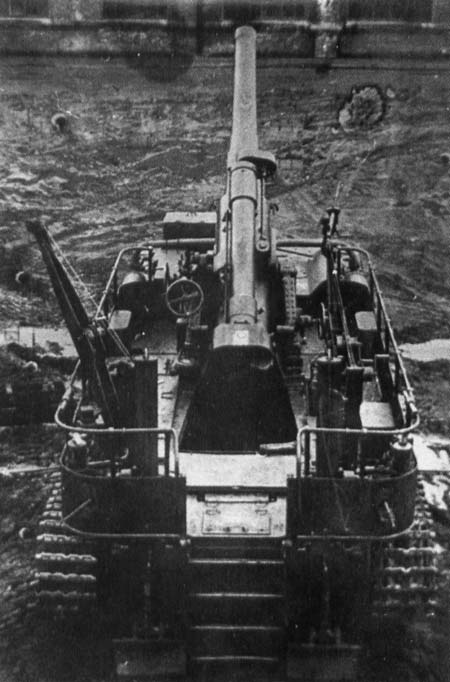
СУ-14 во дворе завода № 185, 1934 г.

Коллективом завода было выпущено большое количество образцов бронетехники. Только на шасси лёгкого танка Т-26 было спроектировано более 20 моделей.
Конструкторское бюро завода под руководством П. Н. Сячинтова во исполнение постановления РВС СССР от 5 августа 1933 года «Система артвооружения РККА на вторую пятилетку» разработало в 1934 году так называемый «малый триплекс» (СУ-5). Он включал в себя три самоходно-артиллерийских установки на унифицированном шасси танка Т-26 — СУ-5-1, СУ-5-2 и СУ-5-3 — различавшихся в основном вооружением.
В 1933 году завод приступил к проектированию на базе Т-26 безбашенного артиллерийского танка АТ-1 (самоходно-артиллерийской установки закрытого типа), вооружённого новой перспективной 76-мм пушкой ПС-3. Испытания танка состоялись в 1935 году.
В соответствии с Постановлением СТО № 51 от июня 1933 года «об изготовлении двух опытных образцов неплавающих колесно-гусеничных танков типа ПТ-1», в 1934 г завод изготовил два опытных образца колёсно-гусеничных танков, которые получили наименование Т-29-4 и Т-29-5. Опытный образец эталонного танка Т-29 был изготовлен заводом в 1935 году.
В 1933 году под руководством П. Н. Сячинтова началось проектирование и изготовление самоходной установки для «триплекса ТАОН» (вскоре получившего индекс СУ-14). Первое шасси было готово в мае 1934 года, но из-за поломок трансмиссии, которую заимствовали от среднего танка Т-28, его доводка продлилась до конца июля 1934 года. Используя опыт, полученный при работе над СУ-14, конструкторский отдел завода разработал чертежи для постройки эталонного образца самоходной установки СУ-14-1, улучшенного вариант СУ-14, который был изготовлен в начале 1936 года. В конце того же года была разработана модификация этой самоходной установки — СУ-14-Бр-2 с 152-мм длинноствольным орудием Бр-2.
К середине октября 1935 года на базе танка Т-26 была изготовлена самоходная установка СУ-6.
В 1936 году на заводе началась разработка, а в 1938 году выпущен первый образец танка Т-46-5 (он же Т-111), первого советского танка с противоснарядным бронированием.
Под руководством С. А. Гинзбурга летом 1938 года были начаты работы по созданию тяжёлого танка прорыва Т-100. Основные проектные работы по этой машине были выполнены И. С. Бушневым, Г. В. Крученых, Г. Н. Москвиным, Э. Ш. Палеем и Л. С. Трояновым. Ведущим инженером по танку был назначен Э. Ш. Палей. Окончательная сборка машины была завершена к 31 июля 1939 года. На базе этого танка разрабатывались и были выпущены образцы самоходных установок большой мощности — Т-100-X и СУ-100-Y (Т-100-Y) со 130-мм морской пушкой Б-13; «Объект 103» с такой же пушкой, но во вращающейся башне; Т-100-Z со 152-мм гаубицей М-10; Т-100-V с 203-мм гаубицей Б-4 образца 1931 года.
В 1938 году, бригадой конструкторов под руководством С. А. Гинзбурга, во исполнение постановления Государственного комитета обороны СССР от 7 августа 1938 года «О системе танкового вооружения» началось проектирование лёгкого танка сопровождения пехоты «СП». Летом 1940 года этот танк — «объект 126» (Т-126СП) был изготовлен в металле. На его базе, уже после объединения заводов 174 и 185 был разработан «объект 135», вышедший в серию под индексом (Т-50).
Также под руководством П. Н. Сячинтова были разработаны танковые пушки ПС-2 (37 мм.) и ПС-3 (76,2 мм.)

## Инженерно-конструкторский и руководящий состав завода
Директором завода весь период его существования был Н. В. Барыков, всё это время помощником директора завода по конструкторской части был С. А. Гинзбург.
В конструкторском бюро работали:
- с 1933 года И. Н. Алексенко;
- с 1933 года Л. С. Троянов, прошедший путь от инженера до заместителя главного конструктора;
- в 1933—1938 годах Г. Н. Москвин;
- в 1934—1936 годах М. И. Кошкин (впоследствии сыгравший большую роль в разработке танка Т-34)
- в 1934—1937 годах Н. В. Цейц.
- в 1935—1935 годах И. С. Бушнев (прошёл по служебной лестнице от конструктора до начальника бюро);